# Stratford (Connecticut)
 For alternative betydninger, se Stratford. (Se også artikler, som begynder med Stratford)
Stratford er en by i Fairfield County i Connecticut i USA, med 50.300 indbyggere (2004). William Samuel Johnson, (1727-1819), politiker og en af USA's "Founding Fathers", kom fra og døde i Stratford.
41°11′04″N 73°07′59″V / 41.18454°N 73.13317°V